# Inkanyamba
El Inkanyamba es una serpiente legendaria que se dice vive en un área de la cascada del lago en los bosques del norte cerca de Pietermaritzburg con mayor frecuencia en la base de la cascada Howick, Sudáfrica. Las tribus zulúes de la zona creen que es una serpiente de gran tamaño con una cabeza de caballo. Es más activa en los meses de verano, se cree que la ira del Inkanyamba producen la temporada de tormentas.
Criptógrafos han sugerido que podría ser una forma de anguila, aumentada por el mito local. El Inkanyamba apareció en la serie de televisión Animal X.